# Vyděděnec
Vyděděnec (též Nespoutaní, anglicky The Dispossessed: An Ambiguous Utopia) je utopický sci-fi román americké spisovatelky Ursuly Kroeber Le Guin vydaný nakladatelstvím Harper & Row v roce 1974. Podtitul knihy by se dal přeložit jako Nejasná utopie. Dílo volně náleží do cyklu Hain a bylo oceněno cenami Nebula, Hugo, Locus, Jupiter (za rok 1975) a Prometheus (1993).
Česky knihu poprvé vydalo nakladatelství Laser v roce 1995 v překladu Roberta Spousty a Erny Veselé. Podruhé kniha vyšla v edici Mistrovská díla SF stejného nakladatelství v překladu (a s doslovem) Jakuba Němečka v roce 2024 pod novým názvem Nespoutaní.
Hlavní děj se odehrává na Anarresu (měsíc planety Urras) a na Urrasu v zemi A-Io. Obyvatelé Anarresu i Urrasu se nazývají Cetiané (Cetiánci) podle hvězdy Tau Ceti. První část děje se odehrává na Anarresu, poté hlavní postava – fyzik Ševek (Shevek) odcestuje na Urras a příběh se dále vyvíjí. 

Celkem 13 kapitol je členěno střídavě po sobě Anarres/Urras, takže děj osciluje mezi těmito světy. Kdo chce číst chronologicky, musí dodržet následující klíč kapitol:

2, 4, 6, 8, 10, 12, 1, 3, 5, 7, 9, 11, 13.

## Námět

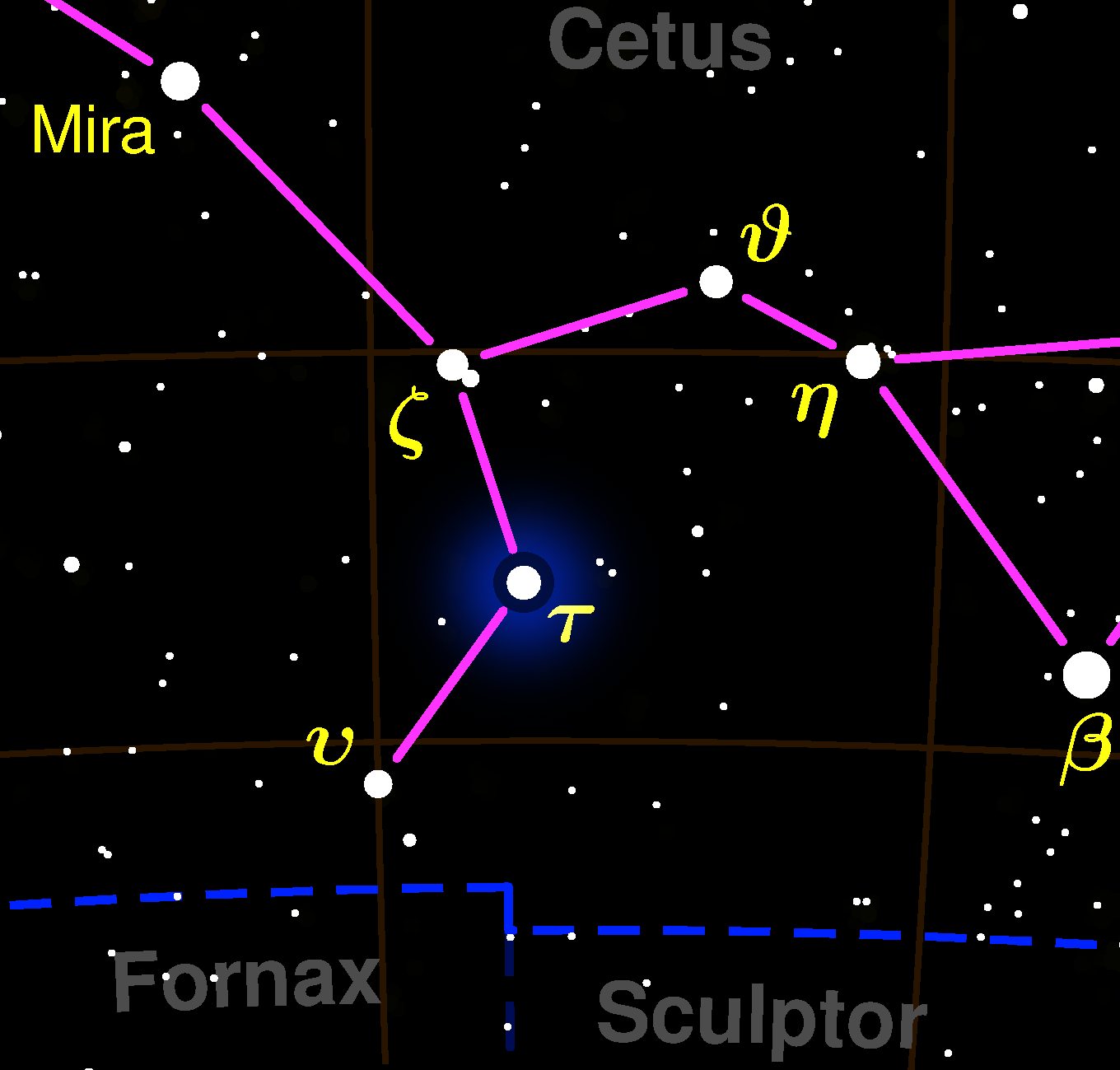
postavení hvězdy Tau Ceti v souhvězdí Velryby

Autorka nám předkládá příběh člověka, vědce, jenž má možnost vidět chyby ve svém jinak přijatelném společenském zřízení. Nesdílí nacionalistické názory a navzdory silnému odporu spoluobčanů (z nichž někteří jej považují přímo za zrádce) touží prolomit zdi, bariéry a hranice mezi svým a ostatními světy, zároveň tak přispět k ozdravění společnosti.

## Popis prostředí

### Anarres
Pustý a nevlídný měsíc Urrasu, osídlený teprve před 150 lety odonisty z Urrasu, hlavní město Abbenay.
Je to uzavřený svět, který nestojí o komunikaci s jinými civilizacemi, Urrasané jsou považováni přímo za nepřátele. V hlavním městě je kosmický přístav obehnaný zdí a přísně střežený. Flotila Anarresu se skládá z nemnoha zastaralých vesmírných lodí a slouží pouze k patrole na orbitě. Mezi Urrasem a Anarresem existuje obchod, několikrát do roka přistávají lodě z Urrasu, aby přivezly některé cenné zboží a techniku a zpátky se vracejí s nákladem nerostných surovin.

Odonisté (pojmenovaní podle své zakladatelky Odo), de facto anarchisté chtěli na Urrasu svobodnější společnost a pro kapitalistické zřízení v A-Io představovali hrozbu, byli přesídleni na Anarres.

Na měsíci vybudovali odonisté rovnoprávnou společnost bez vlády, kde všichni mají stejná práva. Ženy mohou vykonávat tutéž práci jako muži, každý může pracovat v oboru, ve kterém chce a má nárok na vše, co každý jiný člen společnosti. Vzhledem k nedostatku zdrojů je jídlo, voda i další suroviny na příděl. Neexistuje materiální nadbytek, pouze nedostatek, který je
odstraňován houževnatou prací a společným zájmem všech obyvatel.

I když se zdá rovnostářský systém bez chyby, zdaleka tomu tak není a skupina lidí kolem ústřední postavy Ševeka si uvědomuje stagnaci. Univerzální právo na osobitost a vlastní realizaci potažmo svobodnou vůli je postupem doby a vývojem společnosti potlačováno, čímž se vytrácí původní myšlenka revoluce.

### Urras
Vyspělý svět rozdělený mezi dvě mocnosti, které se posléze vojensky střetávají ve třetí zemi zmítající se v krizi. Paralela k dřívějšímu bipolárnímu rozdělení světa mezi sféry vlivu SSSR a USA.

V kontrastu k Anarresu je zde všeho dostatek a spousta věcí slouží jen okázalosti.
- A-Io – země s kapitalistickou ekonomikou a patriarchálním systémem. Peníze, moc, společenské postavení – tedy hodnoty na Anarresu zcela neznámé – tady znamenají mnoho. Nio Esseia a Ieu Eun jsou města v A-Io.
- Thu – socialistická země s vysokým stupněm centralizace a státní kontrolou. S A-Io soupeří o velmocenské postavení na planetě.
- Benbili – málo stabilní země s hlavním městem Meskti, do jejíchž záležitostí se vměšuje A-Io (podporuje vládní síly) i Thu (poskytuje podporu povstalcům). Benbili je analogií Vietnamu v době války.

### Terra
Vlastně Země, svět zdevastovaný lidmi. Přežil jen díky pomoci od Hainů. Je zde zavedena absolutní centralizace, kontrola všeho – porodnosti, euthanasie, každého využitelného akru půdy, každého vytěženého kousku rudy, každé maličkosti. Přelidnění si vyžaduje silnou úřední kontrolu a dohled nad obyvatelstvem. Odtud pochází velvyslankyně Keng.

### Hain
Velmi starý národ, zmíněn pouze okrajově na konci knihy. Domov Ketha, člena posádky hainské lodi Davenant, kterou se vrací Ševek na Anarres.

## Postavy
- Atro – postarší urraský fyzik, aristokrat, vychází s Ševekem velmi dobře.
- Bedap – přítel, spolužák Ševeka, jeho „pravá ruka“, spolupracuje s ním na založení nového syndikátu.
- Bunub – závistivá a věčně nespokojená sousedka Ševeka a Takver v Abbenay.
- Demaer Oiie – urraský fyzik, pozve Ševeka k sobě domů, aby mu ukázal i soukromý život.
- Desar – anarreský matematik. Lstivý a sobecký člověk.
- Efor – na Urrasu Ševekův osobní sluha z nižší vrstvy, poskytne mu kontakt na revolucionáře.
- Gvarab – fyzička, na jejích teoriích o simultaneitě staví Ševek své práce.
- Chifoilisk (v Němečkově překladu Čifoilisk) – fyzik a agent státu Thu v A-Io, snaží se přimět Ševeka, aby se vydal do jeho země.
- Keng – velvyslankyně Terry v A-Io.
- Ketho – hainský člen posádky lodi Davenant, rád by navštívil Anarres.
- Dr. Kimoe – urraský lékař, jenž se stará o Ševeka na palubě lodi Mindful (v Němečkově překladu Pamětlivý). Poskytne mu první informace o Urrasu.
- Laia Asieo Odo – zesnulá zakladatelka hnutí odonismu, rovnoprávného společenského uspořádání. Pohřbena na Urrasu.
- Mitis – učitelka na fyzikální fakultě, inteligentní žena.
- Palat – otec Ševeka, dbal na jeho výchovu, učil jej a vedl. Později umírá během zemětřesení při záchranných pracích.
- Pilun – mladší dcera Ševeka a Takver.
- Rulag – matka Ševeka, v mládí jej a Palata opustila. Později syna kontaktuje, ten ji už nepřijme. V syndikátu stojí v opozici proti Ševekově skupině.
- Sabul – vědecký spolupracovník Ševeka, intrikář, využívá své pozice, jak mu to přijde vhod, nárokuje si spoluautorství Ševekových teoretických prací, chce mít podíl na slávě.
- Sadik – prvorozená dcera Ševeka a Takver. Narodí se těsně před obdobím sucha na planetě. Dokonce i ona zažívá nenávist lidí kvůli neoblíbenosti svého otce.
- Saio Pae – urraský nadějný fyzik, loajální své jótské vládě.
- Sewa Oiie – manželka urraského fyzika Oiieho. Spolu mají 2 syny.
- Shevek (v Němečkově překladu Ševek) – hlavní postava příběhu, fyzik, jenž chce změnit poměry ve své zemi směrem k větší otevřenosti. Chce, aby jeho přelomová fyzikální práce – všeobecná temporální teorie, sloužila lidem k užitku a ne ku prospěchu vládám. Proto odjíždí na Urras, ovšem záhy zjistí, že by se stala jen nástrojem politiky státu A-Io.
- Takver – životní partnerka Ševeka, poskytuje mu oporu a stojí mu věrně po boku.
- Tirin – Ševekův vrstevník a spolužák, snílek, idealista a svérázný umělec, jeho divadelní hra se setkává s opovržením lidí, protože nejsou schopni uvažovat svobodomyslněji. Nakonec končí v léčebně.
- Tuio Maedda – vůdce podzemní anticentralistické organizace v A-Io.
- Vea Doem Oiie – sestra Deamera Oiieho. Koketní žena vyšší společnosti. Ševek ji přitahuje, i ona jeho.

## Děj

### Anarres
Ševek se narodil Palatovi a Rulag. Matka od něj a Palata záhy odešla, zatímco otec s ním zůstal. Od dětství vykazuje Ševek talent na matematiku a později na fyziku. Jak roste a poznává pravidla odonistické společnosti, se svými vrstevníky Tirinem, Bedapem a Kveturem rozmlouvá o věcech, které je učí ve škole. Například o tom, proč jsou lidé z Urrasu považováni za nepřátele. Jako všichni ostatní musí pracovat pro společnou věc v různých pracovních táborech a osadách. Přesto se nadále zabývá svou oblíbenou intelektuální činností, která ho ovšem staví do větší a větší izolace. Nestěžuje si, pracuje dál na svých teoriích.
Ve fyzikálním institutu mu starší vážená spolupracovnice Mitis oznámí, že bude spolupracovat v Abbenay se Sabulem, známým vědcem a zároveň jej varuje, aby si dal na něj pozor.
Sabul mu zadá první úkol – naučit se jótsky (řeč Urrasanů), aby mohl číst jejich vědecké knihy a čerpat z nich. Po čase mladý dvacetiletý fyzik zpracuje kritiku na vědecké dílo urraského fyzika Atra. Sabul zařídí její vytištění a sebe uvede jako spoluautora. Ševek by rád rozvinul výměnu informací s urraskými vědci, naráží ale na odpor Sabula, kterému jde jen o vlastní prospěch. Začíná chápat, že je něco špatně.
Cestou na ubytovnu (soukromé domy neexistují, byl by to neadekvátní luxus a prohřešek proti pospolitosti) ucítí Ševek bolest v krku, propuká u něj choroba. Během nemoci jej navštíví matka Rulag, dostala se jí do ruky Ševekova vědecká práce a ona najednou pocítila hrdost. Ševek ji odmítá, jakým právem ona, která opustila Palata v nouzi, přichází sem, k Palatovu synovi?
Po vyléčení se Ševek setkává se svým přítelem z mládí, Bedapem. I on pozoruje pozvolný úpadek a při diskuzi vmete příteli do tváře několik pádných argumentů, čímž ještě více nahlodá Ševekovu zbývající víru ve smysl správné funkce odonistické sociální struktury. Mimo jiné se dozvídá o Tirinově umístění v ústavu.
Bedap zůstává na čas u svého přítele. Společně s dalšími lidmi si vyjedou na výlet na hory, kde se Ševek seznámí s Takver. Začnou spolu žít, Ševek kromě výzkumu ještě vede matematické přednášky. Za čas se jim narodí dcera Sadik.
Ševek shrnul svou teoretickou práci do knihy Základy simultaneity a opět naráží na neochotu Sabula ji doporučit k vydání. Musí mu zase nabídnout spoluautorství. Teprve poté jde kniha do tisku a Ševek může poslat několik výtisků na Urras dr. Atrovi na univerzitu v Ieu Eun.
Na Anarresu nastalo několikaleté období sucha, které ohrožuje zemědělskou produkci a přímo se dotýká všech obyvatel. Situace je vážná, potraviny dochází, je potřeba maximálního pracovního úsilí. Ševek odjíždí na brigádu do osady Rudé prameny (Červené prameny) v Jižních výšinách, vysušené a prašné oblasti dva a půl tisíce mil vzdálené od Abbenay. Lidé zde trpí chronickým kašlem, mají často záněty spojivek a krvácení z nosu. Když se po šesti dekádách (týden na Anarresu má deset dnů) vrací vlakem do Abbenay za Takver a Sadik, ony už zde nejsou. Takver byla přeložena do Rolny na Severovýchodě, na brigádu do laboratoře pro vývoj jedlých řas. Obdrží vzkaz od Sabula, jde jej tedy navštívit. Ten mu sdělí, že pro něj na institutu už není práce. Ševeka jeho jednání nepřekvapí. Jde na pracovní úřad, aby zjistil, zda je nějaké volné místo v Rolny, ale není. Přijímá brigádu v pracovní kolonii Ohyb v Prachovišti na Jihozápadě.
Po čtyřech letech hladu, nouze a tvrdé dřiny se nemocný konečně vrací za svou ženou a dítětem. Vzpomene si na Tirina, svého spolužáka a jeho neradostný osud a rozhodne se jednat. Má dost všeho toho podrobování se a nemožnosti vyjádřit nesouhlas. Touží po všelidské solidaritě, nikoli jen té národní, a po svobodné výměně informací. Obklopí se svými spolupracovníky a společně založí vlastní tiskový syndikát, aby mohl vydat svá díla v nezkrácené podobě, postaví vysílač pro svobodnou komunikaci s Urrasem a založí opozici v radě. Rázem se Ševek a jeho lidé stanou vyvrheli, anarchisty ve vlastní anarchistické společnosti a pocítí nenávist většiny. Na druhou stranu však získají i sympatizanty. Je rozhodnuto, Ševek přijme pozvání od urraského institutu a podnikne jako první Anarresan cestu na Urras, aby tam mohl pokračovat ve vědecké práci a dokončit své dílo.

### Urras
Odlet Ševeka provází demonstrace, přičemž je jeden člen ochranky zabit a samotný Ševek raněn. Na urraské lodi Pamětlivý se o něj stará dr. Kimoe, od něhož se dozvídá první informace o poměrech na jeho planetě, které jsou tolik odlišné. Přílet na Urras je velkou událostí pro tisk i politiky, první dny zde je představován všem význačným lidem, vládním činitelům, vyslancům, ředitelům atd. Vozí ho po všech významných společenských akcích, ukazují mu fungování institucí, parlamentu, fyzikální fakulty, laboratoře, národní archiv, aj., Ševek je stále v záři reflektorů. Je mu předána vědecká Seo Oenova cena a s ní i vysoká finanční prémie. Nechápe, jak mohou žít všichni lidé na Urrasu v takovém přepychu, když doma jej učili, že Urrasané žijí v bídě. To ovšem ještě neviděl chudinské čtvrti, továrny, doly a ostatní věci, od nichž ho chce iotská vláda držet stranou. Její úmysly jsou čistě zištné – Ševek vypracuje revoluční teorii, která poskytne A-Io nadvládu nad znepřáteleným státem Thu potažmo nad ostatními světy. To však anarreský fyzik nemůže tušit.
Sám si těžce zvyká na odlišné podmínky. Osobní vlastnictví, rozlišování podle třídního postavení, peněžní systém, to vše je pro něj tak nezvyklé.
Na hotelu je mu k dispozici sluha Efor, Ševek jej (a každého) bere jako sobě rovného, což on (prozatím) odmítá.
Při setkání s urraskými kolegy (které zná z rádiového vysílání) přijde řeč na jeho Všeobecnou temporální teorii, dílo, které by zcela změnilo pohled na současnou fyziku a způsobilo by revoluci. Mnohé technologie by rázem zastaraly a musely by uvolnit místo novým. Ševek odpoví, že má v plánu ji dokončit zde na Urrasu, základní myšlenky nosí v hlavě.
Po všech těch hektických dnech a týdnech seznamování Ševek cítí, že by měl začít pracovat. Převezme semináře a začne vyučovat. O jeho přednášky je velký zájem mezi studenty.
Čifoilisk, thuvianský fyzik a agent vlády v jedné osobě se jej snaží přemluvit k návštěvě socialistického státu Thu, aby dokončil svou teorii zde. Ševek odmítá a Čifoilisk se krátce nato vrací domů.
Ale přece jen se mu podařilo zasít v Ševekově nitru semínko podezření. To mu jen potvrdí starý iotský fyzik Atro, s nímž jinak Ševek vychází velmi korektně. Atro nelpí na hmotném majetku jako takovém, svým způsobem se vymyká ostatním lidem z A-Io, nicméně pro něj hodně znamenají pojmy jako prestiž a elitářství. Po Ševekovi chce, aby svou teorii vypracoval ve prospěch cetiánské vědy, což by Urrasu a Anarresu zajistilo vůdčí postavení mezi planetami.
Oiie pozve anarreského vědce k sobě domů, aby mu ukázal i obyčejný rodinný život občana A-Io. Představí jej své ženě a dětem, které si hosta rychle oblíbí díky jeho nenucené přirozenosti. U jídlo probíhá volná debata a Ševek poznává podrobněji odlišnou kulturu.
Jednoho dne nalezne znepokojivý vzkaz vyzývající ho, aby se přidal ke svým bratrům. Neví přesně, co znamená a zkusí si promluvit s Eforem, svým služebníkem. Nezformuluje svou otázku správně a setká se s nepochopením.
Mezitím vypukne v Benbili státní převrat a schyluje se k vojenské intervenci. Ševek čte aktuální zprávy s nadějí, pojem revoluce je mu blízký. Zde v A-Io se cítí čím dál víc udušený, zabalený v třpytivém obalu jako všechno ostatní zboží, které lze pořídit za peníze.
Setká se s Veou Oiie a přijme pozvání na její večírek, během něhož to poněkud přežene s alkoholem. Demaer Oiie a Saio Pae jej odvezou domů, přičemž mu prohledají místnosti, hledají nějaké nové zápisky o Všeobecné temporální teorii. Vyjde najevo, že pracují ve prospěch své vlády.
Ševek zažívá kocovinu a trpce si uvědomuje, že být fyzikem v A-Io neznamená sloužit lidstvu, ale státu. Udělali z něj vlastní majetek. Pae mu to nepřímo potvrdí, když mu oznámí, že údajně kvůli utajení informací vzhledem k válečnému stavu nesmí opustit půdu univerzity.
Ševek provede sebereflexi a začne důsledně pracovat na své teorii. Stále mu uniká důležitý bod, poslední kolečko jinak dokonalého soukolí rovnic, které by uvedlo celou soustavu do pohybu. Poté mu dojde, co schází k tomu, aby rovnice mohly vstoupit v platnost. Konečně spatřil základy vesmíru…
Znovu se obrátí na Efora, se kterým se již trochu sblížil s prosbou o pomoc. Chce uprchnout z této zlaté klece. Efor mu dá kontakt na člověka z podsvětí, z organizace zaměřené proti vládě. V chudinské čtvrti se Ševekovi nakonec podaří dopátrat Tuio Maeddu, onu kontaktní osobu.
Tuio Maedda je členem podzemní guerilly spolupracující i se socialistickými odbory v Thu. Chce uspořádat masivní, ale nenásilnou generální stávku. Ševek může být triumfem v rukávu, pokud promluví on, vážená osobnost, a uvede své humanistické důvody, může to lidi přimět se zamyslet.
Stávka probíhá na velkém Parlamentním náměstí, kde se sešlo asi sto tisíc lidí (více lidí než má Abbenay, pomyslí si Ševek). Během proslovu se ozve hřmění policejních helikoptér a kulomety spustí palbu do davu. V nastalé panice a všeobecném úprku se podaří Ševekovi a jednomu těžce raněnému dělníkovi ukrýt se ve skladišti. Ošetří mu zranění, ven nemohou, na ulicích se stále bojuje. Po třech dnech a třech nocích muž umírá na ztrátu krve. Ševek je otřesen…
Podaří se mu dostat na ambasádu Terry, kde jej přijme velvyslankyně Keng. Vysvětlí jí své pohnutky a ona mu přislíbí pomoc. Bude moci svobodně zveřejnit své velkolepé dílo tak, aby z něj mohli těžit další vědci kdekoli ve vesmíru. Současně mu zaručí bezpečný návrat na Anarres.
Stavěl se proti nesmyslné izolaci, bořil zdi, prolamoval bariéry. Bojoval za myšlenku lidské jednoty. Dokázal to.
„Jak to? Určitě jste…“
„Protože na Urrasu není nic, ale vůbec nic, co bychom mohli my Anarresané potřebovat! Odtáhli jsme před sto sedmdesáti lety s prázdnýma rukama a udělali jsme dobře. Nic jsme si sebou nevzali, protože zde není nic jiného než státy a jejich zbraně, bohatí a jejich lži, chudí a jejich bída. Na Urrasu není možnost zapůsobit čistým srdcem. Nelze udělat nic, aniž by profit, strach před ztrátou a touha po moci nehrály určitou roli. Nelze říct dobré ráno, aniž by člověk věděl, kdo z vás je druhému ´nadřízený´ nebo se to snaží alespoň dokázat. Nelze se chovat k ostatním lidem jako k bratrům, nýbrž člověk je musí manipulovat, komandovat, podrobit si je a podvádět je. Nelze se dotknout jiného člověka a přesto vás nenechají na pokoji. Není tu žádná svoboda. Je to krabice – Urras je krabice, balík, s nádherným obalem modré oblohy, luk a lesů, velkých měst. A když člověk otevře tuto krabici, co je uvnitř? Tmavý sklep plný prachu a nepořádku a mrtvý člověk. Člověk, kterému ustřelili ruku, protože ji chtěl podat druhým. Konečně jsem byl v Pekle. Desar měl pravdu, je to Urras, Urras je Peklo.“

## Překlady knihy
- Angličtina: The Dispossessed: An Ambiguous Utopia (originál)
- Bulharština: "Освободеният"
- Čeština: "Vyděděnec", 1995. Nespoutaní, 2024
- Čínština (zjednodušená): "一无所有", 2009.
- Čínština (tradiční): "一無所有", 2005.
- Finština: "Osattomien planeetta", 1979.
- Francouzština: "Les Dépossédés"
- Hebrejština: 1980 "המנושל"
- Italština: "I reietti dell'altro pianeta", později "Quelli di Anarres", 1976.
- Japonština: "所有せざる人々", 1986.
- Korejština: "빼앗긴 자들", 2002.
- Maďarština: "A kisemmizettek", 1994.
- Němčina: Planet der Habenichtse", 1976, později "Die Enteigneten", 2006.
- Nizozemština: "De Ontheemde"
- Polština: "Wydziedziczeni"
- Portugalština: "Os Despossuídos", "Os Despojados"
- Rumunština: "Deposedaţii", 1995.
- Ruština: "Обездоленные", 1994, "Обделённые", 1997.
- Řečtina: "Ο αναρχικός των δύο κόσμων".
- Srbština: "Čovek praznih šaka".
- Španělština: "Los desposeídos", 1983.
- Švédština: "Shevek", 1976
- Turečtina: "Mülksüzler".

## Adaptace
V roce 1987 zpracovala kanadská rozhlasová stanice CBC román do rozhlasové adaptace, kterou odvysílala v 6 třicetiminutových dílech ve svém programu Vanishing Point.

## Poznámka
- Ve vědeckofantastickém románu britského spisovatele Arthura Charlese Clarka Město a hvězdy lze nalézt podobné téma: jedinec usilující o bližší kontakt dvou odlišných společenských zřízení, jenž musí překonávat zavedené tradice a zakořeněné předsudky.